# Pontiac Executive
Der Pontiac Executive war ein von dem US-amerikanischen Automobilhersteller General Motors unter der Automobilmarke Pontiac gebautes Modell der oberen Mittelklasse, das von 1967 bis 1970 angeboten wurde.

## Von Jahr zu Jahr

### 1967–1968
Hatte 1966 das Vorgängermodell Star Chief schon den Beinamen Executive, so wurde dieser Name 1967 zur eigentlichen Modellbezeichnung. Zwischen dem einfacher ausgestatteten Catalina und dem luxuriösen Bonneville nahm der Executive die mittlere Stelle in der Palette der „Full Size“-Automobile ein. Die Wagen zeigten das für Ende der 1960er-Jahre bei Pontiac typische Design mit einem breiten Kühlergrill mit lackiertem Mittelsteg und übereinander liegenden Doppelscheinwerfern. Das modische „Coke-Bottle-Design“ (erstmals erprobt beim Chevrolet Corvair 1965) manifestierte sich in einem Hüftknick über den hinteren Radausschnitten.
Mit dem größeren Radstand waren eine 4-türige Limousine und zwei Hardtop-Versionen mit 2 oder 4 Türen erhältlich. Der 5-türige Kombi mit sechs oder neun Sitzplätzen hatte, wie alle Pontiac-Kombis in dieser Zeit, einen um 3" geringeren Radstand und führten den Beinamen Safari. Für den Antrieb sorgte ein V8-Motor mit 6555 cm³ Hubraum, der bei 4600 min−1 eine Leistung von 265 bhp (195 kW) abgab.
1968 änderte sich die Frontansicht der Wagen deutlich: Anstatt der übereinander liegenden Doppelscheinwerfer gab es nun etwas weiter nach innen versetzte, nebeneinander liegende Exemplare. Technische Veränderungen waren in diesem Jahr nicht zu verzeichnen, allerdings standen nun auf Wunsch auch stärkere Motoren zur Wahl:
- 6555 cm³ Hubraum mit 330 bhp (243 kW) bei 4800 min−1
- 6555 cm³ Hubraum mit 340 bhp (250 kW) bei 4800 min−1
- 6555 cm³ Hubraum mit 350 bhp (257 kW) bei 5000 min−1
- 6555 cm³ Hubraum mit 360 bhp (265 kW) bei 5100 min−1
- 6555 cm³ Hubraum mit 366 bhp (269 kW) bei 5400 min−1
- 7014 cm³ Hubraum mit 375 bhp (276 kW) bei 4800 min−1
- 7014 cm³ Hubraum mit 390 bhp (287 kW) bei 5200 min−1

In diesen zwei Jahren entstanden 68.088 Limousinen und Coupés mit langem Radstand und 23.534 Kombis mit kurzem Radstand.

### 1969–1970
1969 gab es im Aussehen der Fahrzeuge keine großen Veränderungen, aber die Radstände wurden um jeweils 1" vergrößert. Der Basis-V8-Motor leistete bei gleichbleibendem Hubraum nun 290 bhp (213 kW).
1970 stand wieder ein großes Facelift an. Die Wagen hatten nun einzeln in rechteckigen Kästchen nebeneinander angeordnete Doppelscheinwerfer und der Kühlergrill bestand aus zwei senkrecht angeordneten Gitterflächen, die zusammen mit dem breiten, verchromten Mittelsteg eine wuchtige, hervorstehende Nase bildeten. Die breiten Rücklichter (beim Coupé und den Limousinen) waren in den hinteren Stoßfänger versetzt. Technisch gab es in diesem Jahr keine Veränderungen.
1969 und 1970 entstanden 47.781 Limousinen und Coupés mit langem Radstand und 23.706 Kombis mit kurzem Radstand. Die Executive-Kombis blieben ohne Nachfolger; die Limousinen und Coupés hießen ab 1971 Catalina Brougham.

## Quelle
- Gunnell, John: Standard Catalog of American Cars 1946–1975. Krause Publication, Iola (2002), ISBN 0-87349-461-X.